# Neosprucea wilburiana
Neosprucea wilburiana är en videväxtart som beskrevs av M.H.Alford. Neosprucea wilburiana ingår i släktet Neosprucea och familjen videväxter. Inga underarter finns listade i Catalogue of Life.